# 清潭洞
清潭洞（韩语：／ Cheongdam dong */?）是韓國首爾江南區東北部的行政洞，前身為京畿道廣州郡彥州面清潭（韩语：／ Cheongdam Ri），在1963年1月1日根據第1772號法令併入江南區延續至今。

## 教育機構
- 首爾清潭初等學校（朝鲜语：서울청담초등학교）
- 淸潭中學校（朝鲜语：청담중학교 (서울)）
- 清潭高等學校
- 永東高等學校（朝鲜语：영동고등학교 (서울)）

## 交通

### 地鐵
首爾交通公社
- ●首爾地鐵7號線：清潭站

### 廣域電鐵
韓國鐵道公社
- ●首都圈電鐵水仁·盆唐線：狎鷗亭羅德奧站

## 外部連結
- 官方网站 